# Vrtovi Bijenala
Vrtovi Bijenala (tal. Giardini della Biennale), javni vrtovi u Veneciji smješteni u sestieru Castellu, sjedište su Međunarodne izložbe umjetnosti u Veneciji.

## Povijest
Sadašnji Vrtovi Bijenala plod su obnove tijekom napoleonske ere na prethodno neurbaniziranome području.
Od 1895. godine vrtovi su postali važno sjedište Venecijanskoga bijenala koji ih je tijekom 20. stoljeća obogatio rastućim brojem paviljona podignutih za izložbe pojedinih država sudionica.
Danas se ovi javni vrtovi i njihovi paviljoni još uvijek koriste tijekom manifestacije koja im je dala svoje ime.

## Više informacija
- Venecijanski bijenale